# 孤狼の血
『孤狼の血』（ころうのち）は、柚月裕子による長編警察小説シリーズ。全3作。
第1作『孤狼の血』は『小説 野性時代』で2014年から2015年にかけて連載され、KADOKAWAから単行本が2015年8月29日、文庫本が2017年8月25日に発売された。暴力団対策法成立前の1988年（昭和63年）の広島を舞台に、暴力団系列の金融会社社員の失踪事件を追う刑事たちの姿や、暴力団組織間の激しい抗争を描く。第69回日本推理作家協会賞受賞作。
2年後を舞台とした第2作『凶犬の眼』（きょうけんのめ）は、『小説 野性時代』で2016年から2017年にかけて連載され、加筆修正を経てKADOKAWAから単行本が2018年3月30日、文庫本が2020年3月24日発売に発売された。
完結編となる第3作『暴虎の牙』（ぼうこのきば）は、『岩手日報』にて2018年から2019年にかけて連載され、KADOKAWAから単行本が2020年3月27日に発売された。文庫本は上下巻で2023年1月24日に発売された。
東映により第1作『孤狼の血』を原作として2018年に実写映画化『孤狼の血』が公開、続編『孤狼の血 LEVEL2』が2021年に公開された。

## あらすじ
孤狼の血
昭和63年、広島。呉原東署のマル暴刑事大上の下に、新米刑事の日岡が配属された。呉原では尾谷組と加古村組の対立が激化、大上は暴力団同士の抗争を影で抑えこんでいた。大上は上早稲失踪事件をもとに、カタギ（一般人）に手を出した加古村組を壊滅させようと目論む。大上と日岡は捜査を進めるが、しかし捜査とは名ばかりで、恐喝・暴行・拷問などを平気で行う大上の手法に、日岡は「大上さんの正義はなんですか」と猛烈に反発する。
ある日大上は失踪、後日水死体が発見される。大上の死後、日岡は小料理屋志乃のママから「大上のノート」と「万が一のときは、頼むど」との遺言を託される。ノートには警察内部の不祥事が詳細に記されていた。大上は警察上層部すらも抑え込み、ヤクザの均衡を保とうとしていた。すべてはカタギを守るために。日岡は命をかけても守ろうとした大上の正義を知る。ついに尾谷組と加古村組の戦争が勃発する。日岡は大上の遺志を継ぐことを決意する。大上の「狼のジッポー」を手に。
凶犬の眼
平成2年、広島。尾谷組と五十子会の全面抗争から2年が経った。日本最大の暴力団組織とされる明石組と、そこから分裂した心和会の抗争「明心戦争」が勃発した。明石組組長と若頭が、心和会の構成員に暗殺されたのだった。日岡は田舎の駐在所に左遷されていた。そこに暗殺実行犯の一人、国光が現れる。国光は日岡に「必ずあんたに手錠を嵌めてもらう」から時間をくれと言う。大上の遺志を継いだ日岡は、国光を逮捕せず泳がせる。
抗争が激しくなる中、国光がプレハブ小屋で人質立てこもり事件をおこす。現場に駆け付けた日岡に、国光は兄弟の契りをかわそうと申し出る。大上ならどうするか、考えた日岡は国光の仁義を信じ、申し出を受ける。捜査員や構成員が見守る中、二人は兄弟の盃をかわす。プレハブを出ると機動隊やマスコミが見守る中、国光は日岡にワッパ（手錠）を嵌めさせた。国光は日岡との約束を守り仁義を示した。多くの犠牲を出し、明心戦争は手打ちに終わった。
平成5年、暴対法が出来てからヤクザの肩身は狭くなっていた。日岡は服役中の兄弟、国光を想いながら「正義」と「仁義」について考える。刑務所では国光が明石組の若い衆に頸動脈を切られ、ひそかに息を引き取った。
暴虎の牙
昭和57年、広島。不良の沖は親友の三島、重田らと呉寅会を構成し、ヤクザのシマを襲撃するなど無法を行っていた。沖の目的は広島で天下をとること。そんな沖はマル暴の大上と知り合う。大上が呉原のヤクザの大物、五十子に妻子を殺されていた過去を知り、沖は大上を利用しようとする。しかし呉寅会は、広島の大物ヤクザ笹貫組との全面戦争に突入、多くの仲間を失った沖は、笹貫組のトップの首をとり形成逆転を図る。しかし笹貫襲撃の前夜、沖らのアジトに警察が突入し沖らは逮捕、呉寅会は壊滅する。沖は大上の犬（スパイ）が呉寅会に潜んでいたことを知る。
平成16年、広島。出所した沖はさっそく昔の仲間を集め、呉寅会を再結成する。沖の目的は変わらず、広島で天下をとること。そして18年前の裏切り者を始末すること。広島の若い不良たちを吸収し、呉寅会は大きくなっていく。しかし暴対法が施行されてからのヤクザの世界は、シノギもままならない状況であった。そんな沖に呉原東署のマル暴、日岡が接触する。沖は18年前の裏切り者が、行方をくらましている重田であると確信する。沖は重田を探しだすが、重田はヤク漬けで、しかもかつての沖の女との間に子供まで作っていた。沖は重田を殺し、かつて殺した沖の父が眠る一本松の木の根元に埋めた。
沖と三島が話していると、三島はもう若い頃のように勢いだけではやっていけないと話し出す。さらに三島は本当に裏切り者は重田だったのか？と切り出す。沖は悟った、18年前の裏切り者は三島だったことを。沖は腰の後ろの拳銃に手を回す。発砲音が鳴り響く。一本松の木の下で、穴を掘る男がいた。重田の遺体のそばに、もう一体の死体を埋めながら男は言う。「どうな？自分が殺した親父と親友、ふたりと同じ穴へ入る気分は」

## 登場人物
孤狼の血：(孤)
凶犬の眼：(凶)
暴虎の牙：(暴)
呉原東署
作中に登場する架空の街、呉原市の警察署。
- 大上章吾(孤)(凶)(暴) - マル暴刑事。脅迫や暴行など強引な手法でヤクザの抗争を抑え込む。
- 日岡秀一(孤)(凶)(暴) - 県警本部のエリート刑事であったが、大上の内偵のため所轄に配属。大上の影響を受けてゆく。

仁正会
広島最大の暴力団組織。傘下に多くの会・組を持つ。仁正会幹部には、傘下の組長や若頭が任命される。
- 溝口明(凶) - 理事長。初代会長の綿船死去後、二代目仁正会会長に襲名される。
- 笹貫幸太郎(凶)(暴) - 本部長。仁正会の綿船の跡目を溝口と争い、内部抗争の果て一構成員に格下げされた。

五十子会
仁正会系列の暴力団。
- 五十子正平(孤)(暴) - 会長。元、五十子組組長。大上の妻子を殺害している。
- 金村安則(孤) - 構成員。第三次広島抗争で殺害される。
- 沖勝三(暴) - 構成員。クズ野郎のため、息子虎彦に殺害される。

加古村組
仁正会系列の暴力団。
- 加古村猛(孤) - 組長。
- 野崎康介(孤) - 若頭。
- 上早稲二郎(孤) - 加古村組の息がかかる、呉原金融社員。殺害される。

尾谷組
(孤)で独立組織であったが、(凶)で瀧井のとりなしで仁正会傘下に入る。
- 尾谷憲次(孤) - 組長。第三次広島抗争で逮捕、服役。
- 一ノ瀬守孝(孤)(凶) - 若頭。(凶)で尾谷組組長。

瀧井組
仁正会系列の暴力団。
- 瀧井銀次(孤)(凶) - 組長。大上との付き合いが長い。(凶)で仁正会会長代行に。
- 高梨守(凶) - 若頭。(凶)で仁正会理事長に。

烈心会
五十子会・加古村組の残党が集まった組織。
明石組
日本で最大規模の暴力団。構成員は約3万人。
- 武田力也(凶) - 組長。富士見らに暗殺される。
- 大城隆(凶) - 組長代行。
- 熊谷元也(凶) - 若頭。心和会と手打ち後、明石組組長。
- 武田大輝(凶) - 武田力也の弟。心和会と手打ちになった後、兄の復讐のため明石組を離脱。

心和会
明石組から分裂した暴力団。構成員は約1万人。
- 浅生直巳(凶) - 心和会会長 兼 浅生組組長。
- 富士見亨(凶) - 明石組組長暗殺の実行犯のリーダー格。
- 国光寛郎(凶) - 明石組組長暗殺の黒幕。警察である日岡と兄弟の契りを結ぶ。

呉寅会
沖が不良仲間を集めて組織した愚連隊。いわゆる半グレ集団。
- 沖虎彦(暴) - 呉寅会のリーダー。笹貫組との抗争中に逮捕。18年後に出所後、再び呉寅会を組織。
- 三島考康(暴) - 呉寅会幹部。小学校からの沖の親友。
- 重田元(暴) - 呉寅会幹部。小学校からの沖の親友。

## 書誌情報
孤狼の血
- 初出：『小説 野性時代』2014年3月号 - 2015年2月号
- 単行本：2015年8月29日発売、KADOKAWA、ISBN 978-4-04-103213-8
- 文庫本：2017年8月25日発売、角川文庫、ISBN 978-4-04-104954-9、巻末解説：茶木則雄

凶犬の眼
- 初出：『小説 野性時代』2016年6月号、2017年2月号、8月号 - 10月号
- 単行本：2018年3月30日発売、KADOKAWA、ISBN 978-4-04-104955-6
- 文庫本：2020年3月24日発売、角川文庫、ISBN 978-4-04-108896-8、巻末解説：吉田大助

暴虎の牙
- 初出：『岩手日報』 2018年2月19日 - 2019年1月12日
- 単行本：2020年3月27日発売、KADOKAWA、ISBN 978-4-04-108897-5
- 文庫本【上・下】：2023年1月24日発売、角川文庫、ISBN 978-4-04-112756-8（上）、ISBN 978-4-04-112758-2（下）、巻末解説：白石和彌

## 創作経緯
柚月裕子の生まれた岩手県釜石市は、漁師町で気性が荒い土地。柚月の子供の頃は、新日本製鐵釜石製鐵所の高炉が燃え盛り、至るところで小競り合いがある男臭い町だった。加えて中学時代の同級生のほとんどはジャニーズに夢中だったが、柚月は『セーラー服と機関銃』でヤクザを演じた渡瀬恒彦に心を奪われていた。2000年代前半の大晦日の晩、笠原和夫他共著『昭和の劇 映画脚本家 笠原和夫』を読むとすぐに、レンタルビデオ店で『仁義なき戦い』を借りて、観終えた途端「五部作を全部観たい！」と、またレンタルビデオ店に行って「仁義なき戦いシリーズ」「新仁義なき戦いシリーズ」『県警対組織暴力』『北陸代理戦争』と、実録モノを手当たり次第借りて来て、元旦まで寝ないで一気に観た。松方弘樹や成田三樹夫に魅了され、「いつか私は、こういう世界を小説で書いてみたい」と思っていた。2014年に『野性時代』から「警察小説を書いて下さい」と依頼を受け、柚月は「悪徳警官モノ」で行こうと考え、悪徳警官vs.暴力団と考えて、担当編集者に「『県警対組織暴力』のようなものを書きたい」と言ったら、「今までの柚月さんの作品イメージと違いますね」と苦い顔をされた。それで「しっかりエンターテインメントに仕上げますから」と頭を下げて作品を書いたという。
柚月は執筆前に広島県に取材に出かけ、広島市の原爆資料館で何もなくなった原爆投下後の広島の光景を見て、自身の両親を亡くした東日本大震災後の故郷の景色を思い起こした。資料館から外に出ると高層ビルが建ち並び、車が行き交い、人々が笑っているのを見て「ここまで来るのにいったいどれだけの辛さと涙と力が必要だったんだろう」という思いを馳せ「広島の人々が持つパワーを描きたい」と考えた。広島マツダスタジアムにも足を運び、飛び交う罵声に耳を傾け、活きのいい広島弁を学んだ。当初は『仁義なき戦い』第一作と同じ、終戦直後の広島を舞台にしようと考えていたが、『仁義なき戦い』と被ること、戦後を描くともはや歴史小説になるという編集者の反対があり、時代を戦後の匂いを残しつつ、ヤクザがまだ力を持っていた1992年の暴対法施行直前にし、また呉市に行ったとき、釜石と同じ鉄の匂いがしたことから、舞台を呉市（小説では呉原市）にした。

## 受賞・候補歴、ランキング
孤狼の血
- 第69回日本推理作家協会賞 長編及び連作短編集部門
- 第154回直木三十五賞候補
- 第37回吉川英治文学新人賞候補
- 第6回山田風太郎賞候補
- 「このミステリーがすごい！」2016年版国内編第3位
- 『本の雑誌』が選ぶ2015年度ベスト10第2位

暴虎の牙
- 第11回山田風太郎賞候補

## 映画
シリーズ第1作『孤狼の血』を原作として東映により白石和彌監督、役所広司主演で映画化され、2018年5月12日に公開された。R15＋指定。
映画の続編『孤狼の血 LEVEL2』が東映により映画化された。監督は前作に続き白石和彌、主演は前作で助演した松坂桃李。2021年8月20日に公開された。R15＋指定映画続編は原作小説では描かれないオリジナルストーリーとなっている。

## 漫画
本作のコミカライズが『COMIC Hu』（KADOKAWA）にて、2021年6月4日から2023年9月4日まで連載された。漫画は小林こーが担当。
- 柚月裕子（原作）・小林こー（漫画）『孤狼の血』KADOKAWA〈ヒューコミックス〉、全4巻
  1. 2021年8月20日発売[24][27]、ISBN 978-4-04-680654-3
  2. 2022年4月4日発売[28]、ISBN 978-4-04-681354-1
  3. 2023年3月3日発売[29]、ISBN 978-4-04-682269-7
  4. 2023年10月4日発売[30]、ISBN 978-4-04-682857-6